# Piskupovo
Piskupovo (en serbe cyrillique : Пискупово) est un village de Serbie situé sur le territoire de la Ville de Leskovac, district de Jablanica. Au recensement de 2011, il comptait 162 habitants.

## Démographie
| 1948 | 1953 | 1961 | 1971 | 1981 | 1991 | 2002 | 2011 |
| ---- | ---- | ---- | ---- | ---- | ---- | ---- | ---- |
| 365  | 357  | 352  | 321  | 320  | 287  | 216  | 162  |

|  |